# Verwaltungsgemeinschaft Mauern
Die Verwaltungsgemeinschaft Mauern liegt im oberbayerischen Landkreis Freising und wird von folgenden Gemeinden gebildet:

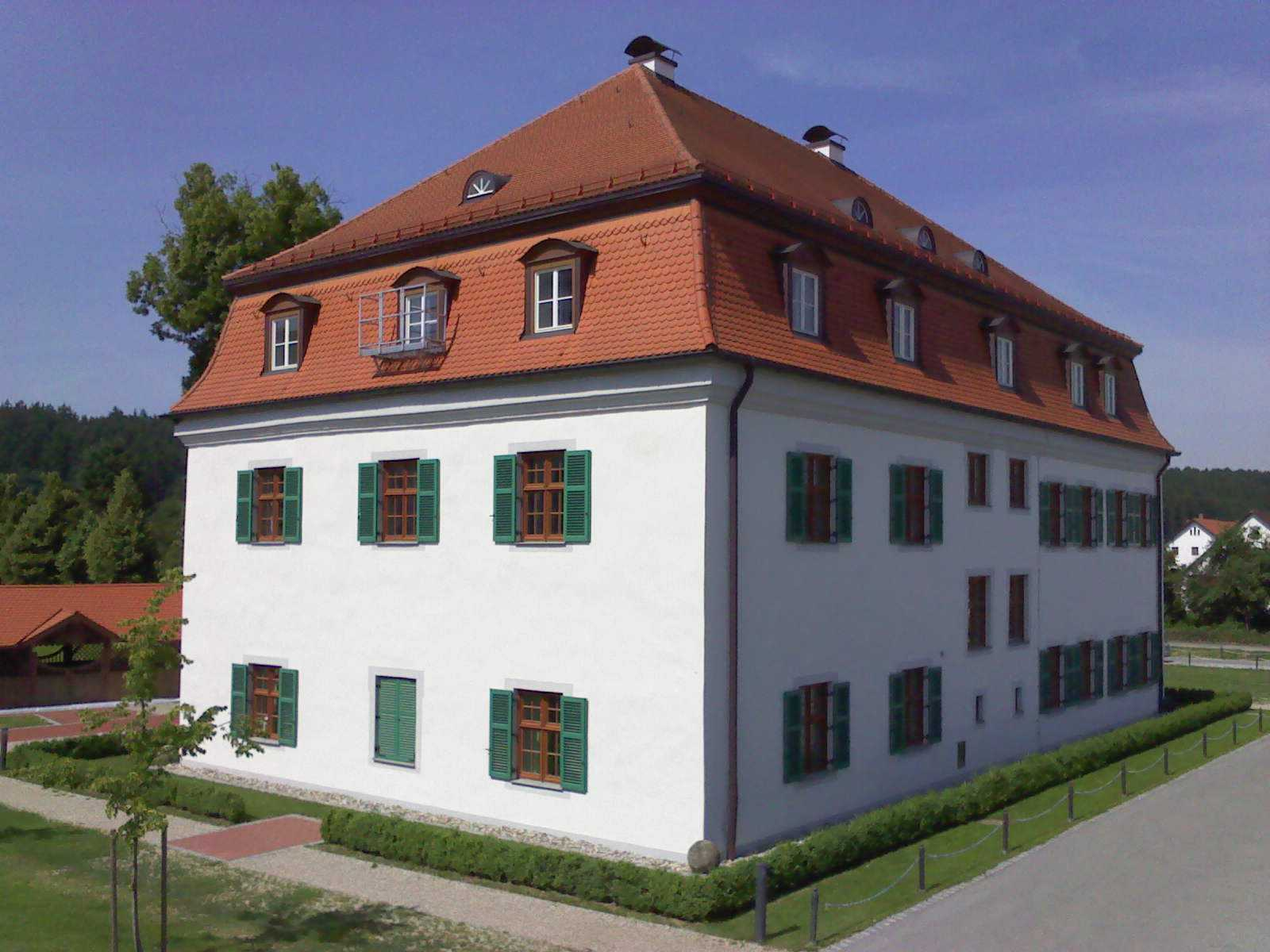
Sitz der Verwaltungsgemeinschaft im alten Hofmarkschloss in Mauern.

1. Gammelsdorf, 1578 Einwohner, 21,62 km²
2. Hörgertshausen, 2001 Einwohner, 21,48 km²
3. Mauern, 3164 Einwohner, 24,15 km²
4. Wang, 2551 Einwohner, 31,18 km²

Die Verwaltungsgemeinschaft wurde zum 1. Mai 1978 gegründet. Sitz der Verwaltungsgemeinschaft ist das Schloss in Mauern.

## Gemeinschaftsversammlung und Gemeinschaftsvorsitzende
Die Gemeinschaftsversammlung der Verwaltungsgemeinschaft besteht aus 14 Personen. Jeweils drei werden von den Gemeinden Gammelsdorf und Hörgertshausen und jeweils 4 von den Gemeinden Mauern und Wang, abhängig von der Anzahl der Einwohner, gestellt.
Vorsitzender war seit 2008 Paul Bauer, 1. Bürgermeister der Gemeinde Gammelsdorf. Stellvertretender Vorsitzender war seit 2014 Georg Krojer, 1. Bürgermeister der Gemeinde Mauern, der Bauer 2020 im Amt folgte.

### Vorsitzende
| Name                 | Bürgermeister der Gemeinde | von  | bis  |
| -------------------- | -------------------------- | ---- | ---- |
| Johann Neumaier      | Mauern                     | 1978 | 1990 |
| Josef Wild           | Hörgertshausen             | 1990 | 2002 |
| Alfons Kipfelsberger | Mauern                     | 2002 | 2008 |
| Paul Bauer           | Gammelsdorf                | 2008 | 2020 |
| Georg Krojer         | Mauern                     | 2020 |      |